# Lac Balengwa
Le lac Balengwa est un lac du République démocratique du Congo situé près de la confluence de la rivière Lwekali dans la rivière Tshwapa.